# Kenneth Carey
Kenneth Anton Carey (ur. 8 lipca 1893 w Wilmington, zm. 4 stycznia 1981 w Los Angeles) – amerykański żeglarz sportowy, medalista olimpijski.
Podczas letnich igrzysk olimpijskich w Los Angeles (1932) zdobył złoty medal w żeglarskiej klasie 8 metrów, wspólnie z Owenem Churchillem, Williamem Cooperem, Karlem Dorseyem, Johnem Biby, Robertem Suttonem, Pierpontem Davisem, Alanem Morganem, Alphonse’em Burnandem, Thomasem Websterem, Johnem Huettnerem i Richardem Moore’em. 
Urodzony w Los Angeles Kenneth Carey był członkiem klubu California Yacht Club. Brał udział w ostatnich próbach przedolimpijskich w klasie 8 metrów, żeglując w załodze Pierponta Davisa (jacht Santa Maria), która zajęła drugie miejsce, za jachtem Angelita Owena Churchilla. Podczas zawodów olimpijskich, Churchill do swojej załogi włączył również sześciu członków załogi Davisa, dzięki czemu każdy mógł wystartować w co najmniej jednym wyścigu i zdobyć złoty medal.